# 비늘줄기

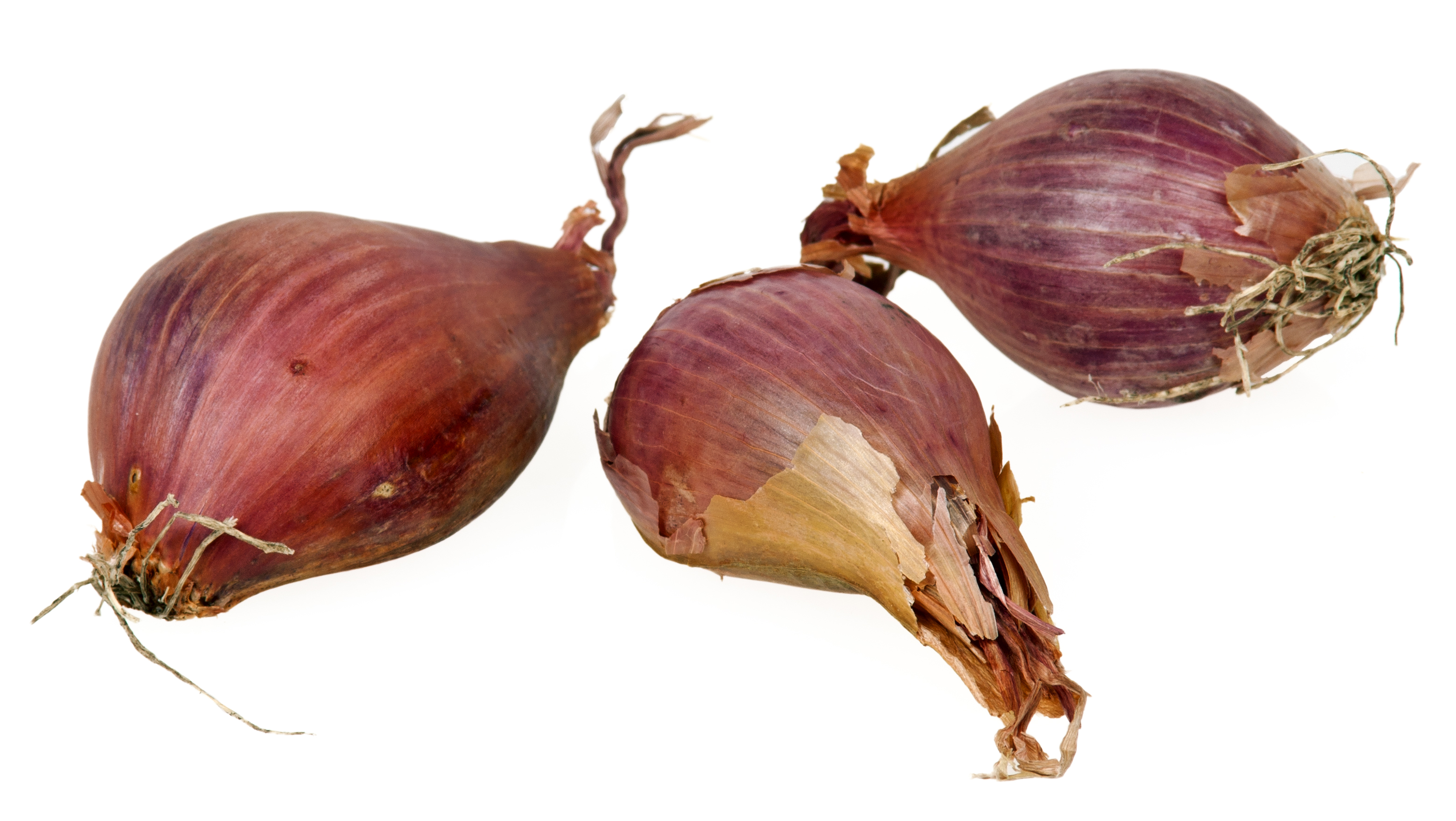
샬롯 비늘줄기

비늘줄기(bulb)는 식물학에서 휴면기 동안 식량 저장 기관으로 기능하는 다육질의 잎이나 잎새밑(葉底)이 있는 짧은 지하경이다. 정원 가꾸기에서는 다른 종류의 저장 기관을 가진 식물을 관상용 비늘줄기 식물이라고도 한다.